# Zoubeida Bchir
Œuvres principales
- Hanin
- Alaa

Zoubeida Bchir ou Zoubeida Béchir (arabe : زبيدة بشير), née le 8 février 1938 à Sakiet Sidi Youssef et morte le 21 août 2011 à Tunis, est une poétesse et productrice de radio tunisienne qui est considérée comme une pionnière dans son domaine.

## Biographie
Originaire du village algérien d'Oued Souf, elle voit le jour dans le village frontalier de Sakiet Sidi Youssef (gouvernorat du Kef) où son père est venu s'installer à la recherche de travail, avant d'émigrer à Tunis. Sa famille ne l'envoie pas à l'école mais lui donne une instruction traditionaliste à domicile. Autodidacte, elle passe son temps entre les livres et la radio, où elle s'intéresse aux émissions culturelles. Puis, elle se met à composer des poèmes et des nouvelles. C'est sa vraie vocation puisqu'elle remporte d'abord un prix de création littéraire de Radio-Paris (en langue arabe), pour une nouvelle intitulée Annagham al-hazin en 1958, puis se rend en France où elle est honorée, avant de récidiver l'année suivante avec un prix pour le poème Al-hobb adhaeâ. Ne fréquentant pas d'école, elle parfait sa propre formation et réussit à affiner son talent poétique. Ses poèmes sont également primés par Radio Tunis.
Le président Habib Bourguiba, qui écoute attentivement la radio tunisienne, apprécie son talent et recommande de l'y intégrer. Selon Mohamed Naouar, il lui aurait même demandé un jour en plaisantant : « L'histoire retiendra-t-elle que Bourguiba a vécu la période de Zoubeida Bchir ou que celle-ci a vécu la sienne ? ». Elle y débute en 1959, pour y passer 22 années comme présentatrice, lectrice des bulletins d'information et productrice d'émissions. Elle produit notamment les émissions Mouradafet, Likaa al-ahebba et une émission hebdomadaire pour la Voix de l'Amérique. Elle participe aussi longtemps à l'émission Les Amateurs de la littérature présentée par Mustapha Khraïef puis par Ahmed Laghmani.
C'est Khraief qui rédige l'introduction de son premier recueil. Dès la publication de ses premiers poèmes, elle suscite des réactions controversées. Choisissant une forme libre mais rythmée, elle ose s'aventurer dans le domaine sentimental voire charnel. Pour les uns, c'est un acte de courage et d'innovation, pour d'autres, c'est l'expression d'une débauche. Dans son poème Hanin (Nostalgie), elle dit notamment : Nuits de chaleur entre ses bras / L'amour reviendra-t-il au cœur qui vit sur ses douleurs / Et sur les souvenirs qui ravivent les tourments de sa frustration ?.
En 1967, elle est la première poétesse tunisienne à publier un recueil qui porte le titre de ce poème, Hanin (Nostalgie). Elle rencontre différents obstacles et reconnaît que seul Henri Smadja (patron de La Presse de Tunisie), qui a apprécié ses poèmes, l'a alors aidée et encouragée. Le recueil  obtient un grand succès.
En 1968, elle fait un pèlerinage dans son village natal, à l'occasion des cérémonies en mémoire du bombardement de Sakiet Sidi Youssef qui coïncident avec son anniversaire, mais elle en revient pleine d'amertume, à la vue du désastre et de la destruction de ses souvenirs. Quelque temps après, elle quitte la scène culturelle, se contentant d'abord de la présentation de l'émission Chansons des auditeurs et ce jusqu'en 1981, avant de se retirer définitivement. Pendant près de vingt ans, on n'entend plus parler d'elle et on l'oublie.
C'est en 1995 que le Centre de recherches, d'études, de documentation et d'information sur la femme institue un prix portant son nom et l'attribue le 8 mars de chaque année à une auteure. Il publie par ailleurs son second recueil  Alaa (Grâces) mais elle garde toujours ses distances vis-à-vis de la scène culturelle. Elle accepte de participer à une œuvre collective sur la révolution tunisienne en 2011 mais meurt la même année.

## Œuvres
- (ar) Nostalgie [« Hanin »], Tunis, Dar al-Tunisia, 1968 ;
- (ar) Grâces [« Alaa »], 2002 ;
- (ar) Le Phénix [« Taer el-fennik »], 2011 (posthume) ;
- (ar) Œuvres complètes, Sfax, Mohamed Ali Hammi, 2014.

### La salamandre
Ce poème qu'elle a écrit après son retour sur la scène est prémonitoire, selon Mohamed Bédoui, de la révolution de 2011.

### Komréyet el-khadhra
Il s'agit d'un documentaire de Faouzi Chaibi, dont le titre est puisé dans son poème La salamandre, où elle se surnomme Komréyet el-khadhra (tourterelle de la verte [Tunisie]). Présenté en son honneur lors de la Journée internationale de la femme en 2015, il s'agit d'un travail basé sur divers témoignages de personnes qui ont côtoyé de près la poétesse : ses sœurs, ses amis, des journalistes et des universitaires. Plusieurs de ses photographies, des lectures de ses poésies et les personnalités qu'elle a connues ont également enrichi l'œuvre.

## Témoignages
- Mohamed Bédoui (ancien président de l'Union des écrivains tunisiens) : « C'est une poétesse au sens plein du terme, qui possède la capacité d'écrire aussi bien le poème classique ordonné que le poème libre et ce dans les différents thèmes. Et même si elle est considérée comme la poétesse de l'amour et de la nostalgie, elle a composé d'autres excellents poèmes et particulièrement La salamandre où elle entrevoit la révolution, et Comment l'oublier qui de traite de la révolution tunisienne »[6].
- Mohamed Naouar : « Humaine et créatrice, elle a réuni en une combinaison éétonnante la force et la faiblesse, la prédominance de l'esprit et la domination des sentiments, la sensibilité à fleur de peau et la puissance de la placidité. Pourtant, elle a ainsi réussi à réaliser la difficile adéquation pour une coexistence adéquate avec soi et avec les autres. En tant que créatrice, elle considère la poésie comme l'expression de l'âme, la langue de la conscience, le battement du cœur et le souffle de la vie malgré les vicissitudes du temps »[4].
- Aïcha Abderrahmane dans Al-Ahram : « S'il n'y avait pas ce ton de tristesse et de peine qui prédomine dans la plupart de ses poèmes, j'aurais dit que Zoubeida Bchir est la princesse de la poésie arabe »[1].